# Tömeg-energia ekvivalencia
E=mc² átirányít ide. Az albumokat az E=MC² (egyértelműsítő lap) címen találod.

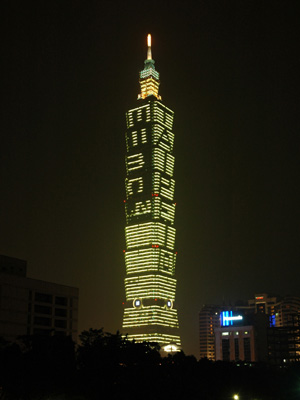
A Taipei 101 torony ablakai jelenítik meg a híres képletet a fizika világéve alkalmával.

A tömeg-energia ekvivalencia a speciális relativitáselmélet egyik következménye, mely szerint a test E nyugalmi energiája megegyezik az m (nyugalmi) tömeg és a c fénysebesség négyzetének szorzatával:
azaz a tömeg és az energia arányosak egymással.
A tömeggel rendelkező részecskéknek nyugalomban is energiájuk van, ún. „nyugalmi energiájuk”, mely különbözik a mozgási és a helyzeti energiától. Ennek ellenére a legtöbb tudós ezt csak egy különlegességnek tekintette az 1930-as évekig.

## Konkrét példák az alkalmazására
A tömeg-energia ekvivalenciával magyarázható, hogyan képesek a nukleáris fegyverek hatalmas energiát termelni. Ha megmérjük az atommag tömegét, azt tapasztaljuk, hogy az kisebb, mint az őt alkotó részecskék tömegeinek összege. Ebből a hiányzó tömegből kiszámolható, mekkora energia van az „atommagba zárva”. Ez lehetővé teszi, hogy kiszámítsuk, mely atommag-átalakulások járnak energiafelszabadulással és mekkorával. Az urán maghasadásakor felszabaduló energia kiszámolható, ha tudjuk az urán atommagjának tömegét és a keletkező atommagokét: a kettő különbségének megfelelő energia meghatározható az E = mc2 képletből, ez lesz a felszabaduló energia.
Hasonlóan, ha egy részecske az antirészecskéjével találkozik (például elektron pozitronnal), kölcsönösen megsemmisítik egymást (annihiláció), és a felszabaduló energia általában két foton formájában távozik. (Az impulzusmegmaradás miatt kell kettő.) A fotonok összenergiája szintén az E = mc² képletből számolható, ahol m a két részecske össztömege.
Érdekes tény, hogy a Nap csupán a kisugárzott elektromágneses sugárzás miatt (kb. 3,7 · 1026 W) másodpercenként 4 millió tonna (4 · 109 kg) tömeget veszít. Figyelembe véve, hogy a Nap tömege 2 · 1030 kg, az eddig elvesztett tömege jelentéktelen a teljes tömeghez képest.

## Története
Einstein csodálatos évében (Annus Mirabilis, 1905) írt negyedik dolgozatának címe „Függ-e a test tehetetlensége az energiájától?”. Ebben a relativitás axiómájának újabb következményét mutatta meg, a híres egyenletet, mely szerint a test energiája, (E) nyugalomban megegyezik a tömeg (m) és a fénysebesség (c) négyzetének szorzatával.
Einstein ennek az egyenlőségnek komoly jelentőséget tulajdonított, mert megmutatta, hogy a tömeggel rendelkező részecskéknek nyugalomban is energiájuk van. Ennek ellenére a legtöbb tudós ezt csak egy különlegességnek tekintette az 1930-as évekig. Lise Meitner osztrák–svéd fizikusnőnek a tömeg-energia ekvivalencia alapján sikerült megadnia a maghasadás elméleti leírását.